# Kaizou Choujin Schbibinman Zero
Kaizou Choujin Schbibinman Zero (改造町人シュビビンマン零) es un juego de 1997 para el complemento Satellaview de la Super Famicom. Es un juego de beat-'em-up de desplazamiento lateral desarrollado por Masaya y distribuido por NCS. Es el cuarto y último juego de la serie Kaizō Chōjin Schbibinman, y el primero en la Super Famicom. Las entregas anteriores de la serie fueron lanzadas en PC-Engine.

## Trama
El juego no es una secuela directa de los juegos previos de Schbibinman y, en su lugar, cuenta con dos protagonistas nuevos: Raita y Azuki.

## Jugabilidad
Es un juego de acción de desplazamiento lateral, donde el jugador puede utilizar técnicas de pelea y ataques de rayos. Los jugadores pueden controlar a Raita o Azuki. Raita pelea como un boxeador, utilizando ataques físicos, y Azuki pelea con una espada, y juntos pueden realizar ataques combinados. Cuenta con modo cooperativo de dos jugadores.

## Lanzamiento
Fue planeado para ser lanzado originalmente en 1994 para la Super Famicom, antes de ser lanzado para la Satellaview en 1997. De esta forma, el juego nunca tuvo un lanzamiento físico, haciendo que el juego sea difícil de obtener para los coleccionistas.
En 2014, la compañía Extreme obtuvo los derechos de autor del juego de Nippon Computer Systems.
Para conmemorar el 20.º aniversario del lanzamiento del juego, Columbus Circle lanzó el juego como un cartucho físico de Super Famicom solo en Japón por tiempo limitado. Fue lanzado el 30 de junio de 2017 por 6.998 yenes, y fue distribuido por Amazon.
Un lanzamiento mundial bajo el nombre Cyber Citizen Shockman Zero está planeado para el 5 de julio de 2024 para Nintendo Switch, PlayStation 4, PlayStation 5, Xbox One y Xbox Series X/S.